# Chlodomer

Verdeling van het Frankische Rijk na Clovis' dood:
Theuderik I (Reims)
Chlodomer (Orléans)
Childebert I (Parijs)
Chlotarius I (Soissons)

Koning Chlodomer (495 - 524) was de Frankische koning van Orléans van 511 tot aan zijn dood. Chlodomer was de tweede van de vier zonen van Clovis I en Clothilde en verkreeg bij de verdeling van Clovis' rijk Orléans toegewezen. Chlodomer was getrouwd met koningin Guntheuca, met wie hij samen drie kinderen had.

## Geschiedenis
Chlodomer werd in zijn koningschap bedreigd door zijn twee jongere broers Childebert I, koning van Parijs en Chlotarius I of Chlothar I, koning van Neustrië. Chlodomer die eerst Sigismund van Bourgondië had laten ombrengen sneuvelde in 524 toen hij samen met Childebert I en Chlotarius I Bourgondië binnenviel (de Slag bij Vézeronce). Zijn broers waren zijn landsburen en hadden plannen om zijn rijk onder elkaar te verdelen.
Zij stuurden een bode met zwaard en schaar naar de treurende weduwe-koningin Guntheuca met het botte verzoek ofwel haar drie zonen te scheren, zodat ze hun prinselijke en tevens koninklijke waardigheid kwijt waren, ofwel anders ze te laten doden met het zwaard. Guntheuca was zo onthutst en verward in haar diepe droefenis, dat ze zei; "Als mijn kinderen toch geen koning kunnen worden, dat ik hen liever dood zie dan de schande van het kaalscheren..." De beide oudste prinsen werden gedood, maar de jongste, Chlodoald wist te ontkomen. Hij schoor zijn hoofd kaal en trad onder invloed van Remigius van Reims in het klooster en redde zo zijn leven. Het rijk van Orléans werd verdeeld. Koningin Guntheuca werd nadien gedwongen te trouwen met Chlotarius waarna ze hieruit in 525 Chramnus als kind kreeg.

## Voorouders
| Voorouders van Chlodomer | Voorouders van Chlodomer                 | Voorouders van Chlodomer                 | Voorouders van Chlodomer                 | Voorouders van Chlodomer                 | Voorouders van Chlodomer                             | Voorouders van Chlodomer                             | Voorouders van Chlodomer                             | Voorouders van Chlodomer                             |
| ------------------------ | ---------------------------------------- | ---------------------------------------- | ---------------------------------------- | ---------------------------------------- | ---------------------------------------------------- | ---------------------------------------------------- | ---------------------------------------------------- | ---------------------------------------------------- |
| Overgrootouders          | Merovech (-458) ∞ ? (-)                  | Merovech (-458) ∞ ? (-)                  | Basin (-) ∞ Basina (-)                   | Basin (-) ∞ Basina (-)                   | Gundioc (456–473) ∞ ? (-)                            | Gundioc (456–473) ∞ ? (-)                            | ?(–) ∞ ? (-)                                         | ?(–) ∞ ? (-)                                         |
| Grootouders              | Childerik I (436-481) ∞ Basina (438–477) | Childerik I (436-481) ∞ Basina (438–477) | Childerik I (436-481) ∞ Basina (438–477) | Childerik I (436-481) ∞ Basina (438–477) | Chilperik II van Bourgondië (440-493) ∞ Caratene (-) | Chilperik II van Bourgondië (440-493) ∞ Caratene (-) | Chilperik II van Bourgondië (440-493) ∞ Caratene (-) | Chilperik II van Bourgondië (440-493) ∞ Caratene (-) |
| Ouders                   | Clovis I (466-511) ∞ Clothilde (480-545) | Clovis I (466-511) ∞ Clothilde (480-545) | Clovis I (466-511) ∞ Clothilde (480-545) | Clovis I (466-511) ∞ Clothilde (480-545) | Clovis I (466-511) ∞ Clothilde (480-545)             | Clovis I (466-511) ∞ Clothilde (480-545)             | Clovis I (466-511) ∞ Clothilde (480-545)             | Clovis I (466-511) ∞ Clothilde (480-545)             |
| Chlodomer (495-524)      |                                          |                                          |                                          |                                          |                                                      |                                                      |                                                      |                                                      |